# Emil
Emil este un prenume masculin, provenit din latinescul Aemilius, numele unei importante familii de patricieni din Roma antică. Corespondentul feminin este Emilia.
Personalități românești cu prenumele Emil:
- Emil Loteanu -actor, regizor, scenarist, poet și scriitor moldovean
- Emil Gârleanu
- Emil Cioran
- Emil Racoviță
- Emil Boc
- Emil Hațieganu
- George Emil Palade
- Emil Hossu
- Emil Bobu